# Alain Merly
Alain Merly, né le 15 juin 1954 à Agen (Lot-et-Garonne), est un homme politique français.

## Carrière politique
Il est élu député le 16 juin 2002, pour la XIIe législature de la Ve République, dans la circonscription de Lot-et-Garonne (3e) en battant le député socialiste sortant et maire de Villeneuve-sur-Lot Jérôme Cahuzac. Il fait partie du groupe UMP et du Parti radical valoisien. Il ne se représente pas aux élections générales de juin 2007.
Conseiller général du canton de Prayssas depuis 1992, il est de 2008 à 2011,,,, le président de l'Avenir ensemble, groupe des élus d'opposition au conseil général de Lot-et-Garonne. En décembre 2010, il succède à Raymond Soucaret à la présidence de la fédération lot-et-garonnaise du Parti radical valoisien.
Il cofonde Le Mouvement de la ruralité en Lot-et-Garonne en 2019, pour lequel il est tête de liste départementale aux élections régionales de 2021.

## Mandats
- jusqu'au 31 décembre 2016 : Président de la communauté de communes du canton de Prayssas
- 19 juin 1995 - 26 mai 2020 : Maire de Prayssas
- 30 mars 1992 - 29 mars 2015 : Conseiller général du canton de Prayssas
- 2 avril 2015 - 27 juin 2021 : Conseiller départemental du canton du Confluent